# Jo Bonfrère
Johannes ("Jo") Bonfrère (Eijsden, 15 juni 1946) is een Nederlands voetbaltrainer en voormalig voetballer.

## Carrière

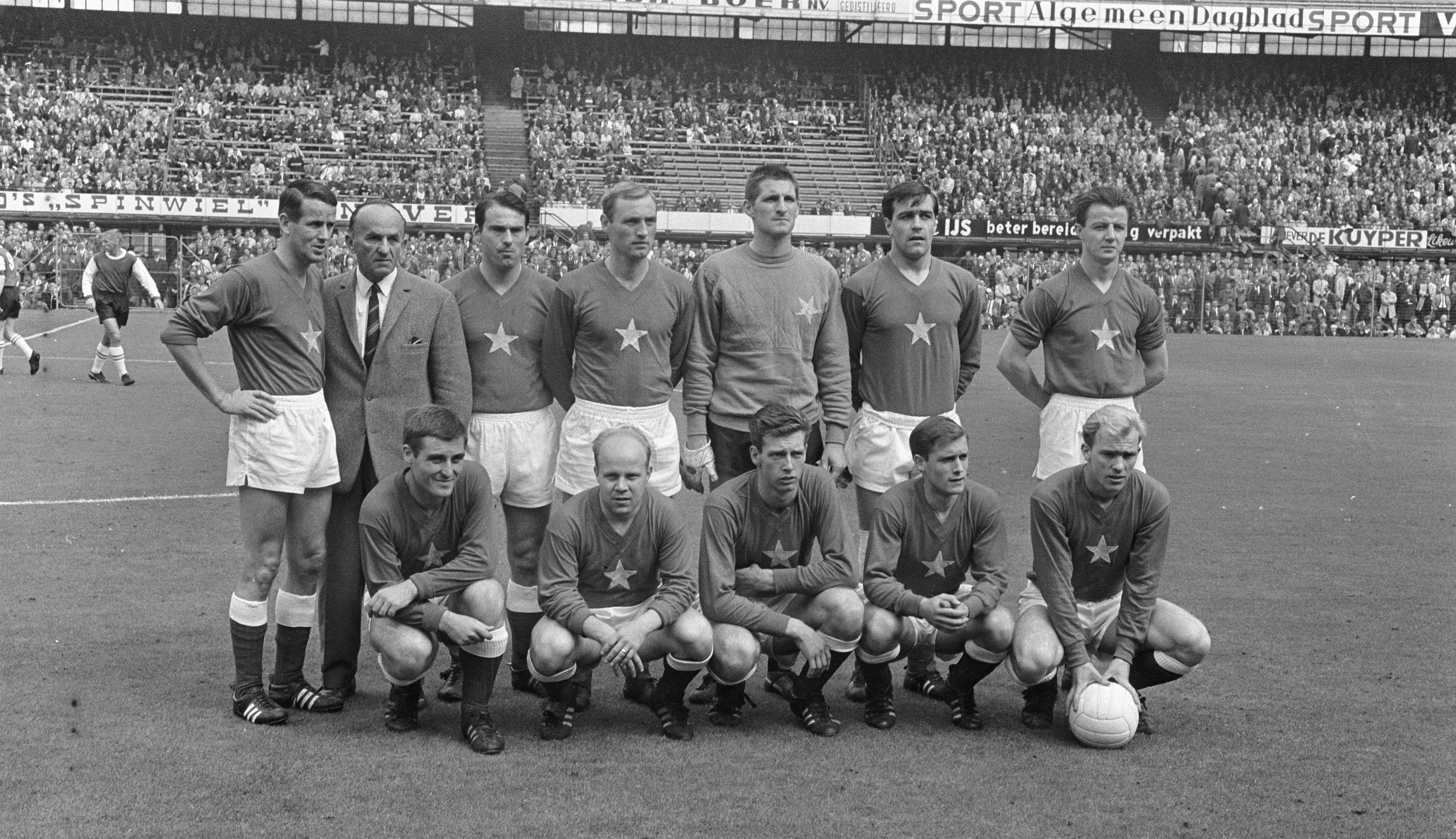
Jo Bonfrère met MVV in 1966 (onder, in het midden)

Als speler was Bonfrère zijn gehele carrière actief voor MVV. In het seizoen 1963-1964 maakte hij voor de Maastrichtenaren zijn debuut in de eredivisie. Bonfrère was een technisch en tactisch vaardige speler met aanvallende intenties. Met linksbuiten Willy Brokamp vormde hij begin jaren zeventig een aanvalskoppel dat ook grote clubs angst inboezemde. 
In tegenstelling tot Brokamp, die twee seizoenen voor Ajax speelde, bleef Bonfrère MVV zijn hele voetballoopbaan trouw. Pas in 1985 kwam er een einde aan zijn lange spelerscarrière. In die periode degradeerde hij weliswaar twee keer (1976, 1982) met de Maastrichtenaren uit de eredivisie, maar net zo vaak (1978, 1984) kon hij de promotie naar het hoogste niveau vieren.
Zijn loopbaan als trainer begon in 1985 als assistent bij Roda JC in Kerkrade. In de seizoenen 1988/89, 1989/90 en opnieuw in 1992/93 was Bonfrère trainer bij het Belgische KFC Verbroedering Geel. Daar werd hij in april 1993 aanvankelijk tot 1 juli 1994 geschorst vanwege vermeende gewelddadigheden tegen een grensrechter in het uitduel bij Beerschot op 27 maart. Na beroep wordt de schorsing teruggebracht tot een half jaar. Voor Geel reden om de optie in zijn contract niet te lichten. Tussen 1990 en 1992 was hij werkzaam bij Nigeria als jeugdtrainer onder supervisor Clemens Westerhof. Ook was hij assistent en trainde hij in 1991 het vrouwenteam. Begin 1994 keerde hij als assistent terug bij Nigeria. Als assistent van Westerhof won hij het Afrikaans kampioenschap voetbal 1994.
Na het mislukte WK 1994 werd Westerhof ontslagen en werd Bonfrère bondscoach. Onder leiding van Bonfrère won Nigeria de gouden medaille bij de Olympische Zomerspelen 1996 in Atlanta. Hij deed tijdens het toernooi een beroep op twee dispensatiespelers: verdediger Uche Okechukwu (28) van Fenerbahçe en middenvelder Emmanuel Amunike (25) van Sporting Lissabon. Laatstgenoemde nam de winnende treffer (3-2) voor zijn rekening in de finale tegen Argentinië.
"Ik heb heel hard gewerkt om ze goed te laten voetballen, om discipline in het elftal te krijgen en ze de bereidheid bij te brengen om voor elkaar te werken", vertelde hij twee jaar later in een interview met de Volkskrant. "Dat is een enorme klus geweest. Elke dag weer schreeuwen, misschien wel honderd keer op een dag trainingen stilleggen als een speler ging lopen met de bal terwijl een ander vrijstond. Maar uiteindelijk willen ze hard werken en dan kun je door hele dikke muren heengaan."
Als bondscoach was hij daarna actief in Qatar, opnieuw in Nigeria en daarna in de Verenigde Arabische Emiraten. Na een korte periode bij de club Al Wahda uit Abu Dhabi was hij in het seizoen 2002/03 trainer bij de Egyptische club Al-Ahly uit Caïro, waar hij ontslagen werd nadat hij op de laatste speeldag het kampioenschap alsnog uit handen moest geven.
In juni 2004 werd hij door de voetbalbond van Zuid-Korea aangesteld als bondscoach en werd daar de opvolger van Humberto Coelho. Bonfrère leidde samen met zijn assistent Robert Jaspert het team naar het WK 2006, maar trad op 23 augustus 2005 terug, nadat fans en media zich na een reeks nederlagen tegen hem gekeerd hadden. Hij werd opgevolgd door Dick Advocaat.
In 2007 trainde Bonfrère Dalian Shide in China. Hij was in 2011 hoofdcoach van Henan Construction. Begin 2015 ging hij in de jeugdopleiding van MVV Maastricht werken. Van mei tot oktober 2017 was hij hoofdtrainer van Baoding Yingli Yitong dat uitkwam in de Jia League.